# Грудниця
Грудниця (словен. Grudnica) — мале поселення в общині Толмин, Регіон Горишка, Словенія. Висота над рівнем моря: 853,3 м. Розташоване на пагорбах над річкою Ідрійца.